# Паро, Анри
Анри Паро (фр. Henri Parot) — член баскской сепаратистской террористической организации ЭТА. Родился в Алжире в 1958 году в семье баскско-французских мигрантов. После окончания войны за независимость Алжира в возрасте трёх лет вернулся во Францию, а в возрасте 16 лет — в баскско-французский город Байона, где изучил баскский язык.
Был арестован 2 апреля 1990 года в Севилье после перестрелки с испанской полицией. В 1990 году получил тюремный срок длительностью 4797 лет за совершённые в период с 1978 по 1990 годы 26 убийств и 166 покушений. Он был также осужден за участие в 1987 году во взрыве бомбы рядом с полицейским участком в Сарагосе, в результате которого погибли 11 человек (в том числе 5 детей и 2 женщины).